# Les Derniers Hommes d'Alep
Pour plus de détails, voir Fiche technique et Distribution.
Les Derniers Hommes d'Alep est un film syrien réalisé par Firas Fayyad sorti en 2017.
Ce film documentaire a été primé au festival du film de Sundance 2017.

## Synopsis
Le documentaire suit le travail des secouristes volontaires de la Défense civile, surnommés Casques blancs dans la zone aux mains des opposants au régime, pendant le siège d'Alep en 2016.

## Fiche technique
- Titre : Les Derniers Hommes d'Alep
- Titre original : De sidste mænd i Aleppo
- Réalisation : Firas Fayyad
- Scénario : Firas Fayyad
- Musique : Karsten Fundal
- Photographie : Mujahed Abou Al Joud, Fadi Al Halabi, Henrik Ipsen et Thaer Mohamad
- Montage : Michael Bauer et Steen Johannessen
- Production : Kareem Abeed, Søren Steen Jespersen et Stefan Kloos
- Société de production : Aleppo Media Center, Larm Film et Kloos & Co. Medien
- Pays :  Danemark et  Syrie
- Genre : Documentaire
- Durée : 104 minutes
- Dates de sortie : 
  -  États-Unis : 3 mai 2017